# میداق
میداق یک منطقهٔ مسکونی در امارات متحده عربی است که در فجیره واقع شده‌است. میداق ۴۰۵ متر بالاتر از سطح دریا واقع شده‌است.